# Enmascaramiento de datos
Enmascaramiento de datos u ofuscación de datos es el proceso de ocultar elementos de datos en un almacenamiento.
Una de las mayores razones por la cual se utiliza el enmascaramiento de datos es para proteger un dato que es clasificado como identificador o sensible, sea de índole personal o comercial, pero a pesar de todo, debe permanecer utilizable. Incluso debe parecer real y aparentar consistente.